# Allocosa morelosiana
Allocosa morelosiana är en spindelart som först beskrevs av Willis J. Gertsch och Davis 1940.  Allocosa morelosiana ingår i släktet Allocosa och familjen vargspindlar. Inga underarter finns listade i Catalogue of Life.